# Francesca Gonshaw
Francesca Gonshaw (Reino Unido, novembro de 1959) é uma atriz inglesa.
É mais conhecida pelo seu trabalho na série cómica de televisão 'Allo 'Allo! onde interpretava a personagem Maria Recamier.

## Biografia
Fez grande parte da sua carreira na televisão, durante os anos 80. Participou igualmente na série dramática de 1987, Howards' Way. 

## Filmografia
- A Ghost in Monte Carlo (filme, 1990) - Sra Rodriguez
- Howard's Way (série, 1987) - Amanda Parker/Howard
- 'Allo 'Allo! (série, 1982, 1984-1987) - Maria  Recamier
- Biggles (1986) - Marie
- Farrington of the F.O. (série, 1986) - Lolita
- Crossroads (série, 1982-1985) - Lisa Walters
- Cold Warrior (Mini-série, 1984) - Amanda
- The Hound of the Baskervilles (filme, 1983)
- The Cleopatras (Mini-série, 1983) - Arsinoe
- Play for Tomorrow (série, 1982) - Julie/Sue
- Shades (filme, 1982) - Julie/Sue